# Johann August Zeune
Pour les articles homonymes, voir Zeune.
Johann August Zeune, né le 12 mai 1778 à Wittemberg et mort le 14 novembre 1853 à Berlin, est un écrivain, éducateur, géographe et germaniste allemand, fondateur de l'Institut berlinois pour les aveugles.

## Biographie

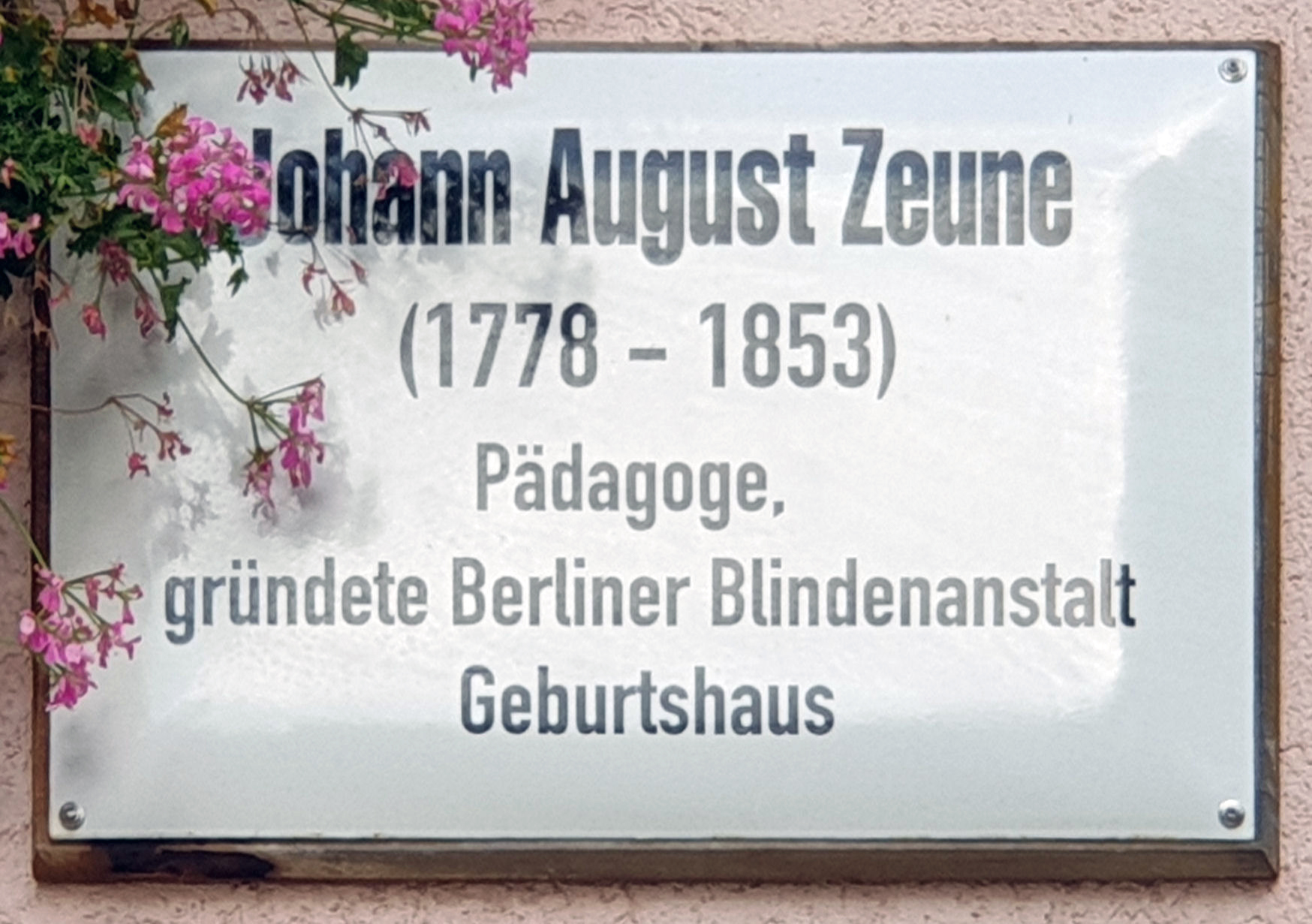
Plaque commémorative à Wittemberg

Johann August Zeune est né à Wittemberg le 12 mai 1778. Il est le fils de Johann Karl Zeune, professeur de grec à l'université de Wittemberg. Dans la maison de ses parents, il est élevé par son père et son tuteur privé. En 1798, il s'inscrit à l'université de Wittemberg où il obtient un doctorat pour sa thèse sur l'histoire de la géographie et reçoit brièvement le titre de maître de conférences. Son roman Höhenschichten-Karte le rend célèbre dans les milieux académiques.
En 1803, il s'installe à Berlin où il devient professeur au lycée berlinois du monastère franciscain. À Berlin, où il vit comme chercheur privé, il sympathise avec Johann Gottlieb Fichte et l'historien Johannes von Müller,. Il postule en vain pour une expédition dans l'intérieur de l'Afrique. Dans le domaine de l'ophtalmologie, il élargit ses connaissances auprès du fondateur de la première institution européenne pour les aveugles, Valentin Haüy, à Paris. Le roi Frédéric-Guillaume III, le 11 août 1806, ordonne la création d'une institution pour aveugles à Berlin et charge Zeune de le faire. Le 13 octobre 1806, il peut commencer à enseigner. Il s'agit de la première école pour aveugles en Allemagne.
Avec l'argent d'amis et sa propre fortune, il sauve l'école pendant la tourmente de la quatrième guerre de coalition. En 1809, il confie la production de ses globes en relief au fabricant de bois et bronze Carl August Mencke (de), qui en expédie dans le monde entier jusqu'en 1818. En 1810, Zeune devient professeur de géographie à Berlin. De 1811 à 1821, il a également enseigné la langue et la littérature allemandes à l'université de Berlin. Son talent pédagogique se manifeste dans son manuel pour l'éducation des aveugles Belisar (1808) et dans l'ouvrage Gea. Versuch einer wissenschaftlichen Erdkunde (1808). En 1814, avec Theodor Heinsius et Friedrich Ludwig Jahn, il fonde la Société berlinoise pour la langue allemande
Après l'occupation française, il s'impose comme un publiciste politique avec une teinte résolument patriotique. En tant que germaniste, Zeune est sous le charme des idées romantiques ; il lutte contre les mots étrangers et apporte une contribution particulière à l'introduction du Nibelungenlied, dont il publie une traduction en prose (1813) et une édition de poche (1815). En 1828, il fait partie, avec Johann Jacob Baeyer et d'autres, des fondateurs de la Société de géographie de Berlin.
Il meurt à Berlin le 14 novembre 1853 après avoir perdu la vue à un âge avancé. Il est inhumé dans l'ancien Georgenfriedhof à Greifswalder Straße 229/234. Sa tombe est dédiée par la ville de Berlin comme tombe d'honneur.
L'école pour aveugles Johann-August-Zeune et la promenade Zeune à Berlin-Steglitz portent son nom.

## Publications
- 1811 : Goea – Versuch einer wissenschaftlichen Erdbeschreibung, Berlin
- 1825 : Gothische Sprachformen und Sprachproben, zu Vorlesungen entworfen, Maurer, Berlin
- 1831 : Warta und Weichsel, die alten Grenzflüsse zwischen Germanen und Sarmaten. In: Annalen der Erd-, Völker- und Staatenkunde, vol. 4, Berlin, p. 521–527
- 1846 : Über Schädelbildung zur festern Begründung der Menschenrassen, Berlin

Comme éditeur
- 1815 : Das Nibelungenlied. Die Urschrift nach den besten Lesarten neu bearbeitet, und mit Einleit und Wortbuch zum Gebrauch für Schulen versehen, avec Holzschnitt von Gubitz, Maurer, Berlin
- 1818 : Der Krieg auf Wartburg nach Geschichten und Gedichten des Mittelalters, Berlin